# Lamia (romanzo)
Lamia (titolo originale The Stress of Her Regard) è un romanzo fantasy di Tim Powers scritto nel 1989, edito in Italia dalla Fanucci.
Power affronta la figura Lamia, che può essere considerata un vampiro ante litteram, mescolando horror, fantasy, romanzo storico e poesia riuscendo a mischiare eventi storici (il romanzo si svolge agli inizi del XIX secolo) con fatti da lui inventati, personaggi realmente vissuti (tra i protagonisti annotiamo Lord Byron, Percy Shelley e John Keats) e non.